# الفنح

تعديل مصدري - تعديل

الفنح هي إحدى قرى عزلة جعار بمديرية خنفر التابعة لمحافظة أبين، بلغ تعداد سكانها 445 نسمة حسب تعداد اليمن لعام 2004.